# 王希旦 (正德舉人)
王希旦（15世紀—16世紀），字維周，福建福州府侯官縣人，明朝政治人物。

## 生平
王希旦是正德八年（1513年）癸酉科福建鄉試第四名舉人，多次參加會試下第，謁選時吏部尚書汪鋐驚奇其文章，打算授吏部文選司主事，但最終僅授吏部司務，後陞禮部祠祭司員外郎，陞郎中，御史楊瞻等人請讓薛瑄從祀文廟，霍韜、徐階、鄒守益都贊同，只有郭希顏認為不可，他則提出「求士於六經章明之後，則躬行為急，矧王上敬一有箴，而瑄之學實自敬始」支持霍韜，因此確定從祀，時人認為他的言論公正，不久他因父母離世回鄉，窮得不能生火煮飯仍處之泰然，不久去世。

## 引用
1. 1 2  民國《閩侯縣志·卷六十七·列傳四下　明侯官》：王佐，字彥弼，景泰辛未進士……孫希旦、昺。希旦字維周，正德癸酉舉人，厯官禮部祠祭郎中，御史楊瞻等請以薛瑄從祀文廟下部議，霍韜、徐階、鄒守益皆以為宜，獨郭希顏不可，希旦以為宜如韜等，議論遂定，以憂歸，環堵一室至不能舉火，處之漠然。
2. ↑  萬曆《福州府志·卷五十七·人文志五》：王希旦，字維周，侯官人，佐之孫。正德癸酉鄉薦。希旦早有文名，與其弟昺競爽，屢上春官，不第，遂謁選，太宰汪鋐閱其文，大奇之，欲授吏部文選主事。尋故事，前此未有也。乃以為銓部幕，轉禮部祠祭員外、郎中。希旦在春曹時，御史楊瞻等請以薛瑄從祀，下部會議。霍韜、徐階、鄒守益等以為宜祀，獨郭希顏曰：「瑄可為一時之豪傑，不可謬稱理學之宗支，可饗一方明禋，不可濫叨聖門之禮樂，莫若罷之便。」而希旦以為求士於六經章明之後，則躬行為急，矧王上敬一有箴，而瑄之學實自敬始，宜如韜等議，論者以其言為正。希旦甘於貧，環堵一室，常至不能舉火，而處之漠如也。後以憂歸，尋卒。